# Майгуба (посёлок)
Ма́йгуба — посёлок в составе Идельского сельского поселения Сегежского района Республики Карелия.

## Общие сведения
Расположен на северно-западном берегу озера Выгозеро, которое является частью трассы Беломорско-Балтийского канала.
Железнодорожная станция на 682 км перегона Сегежа — Беломорск.

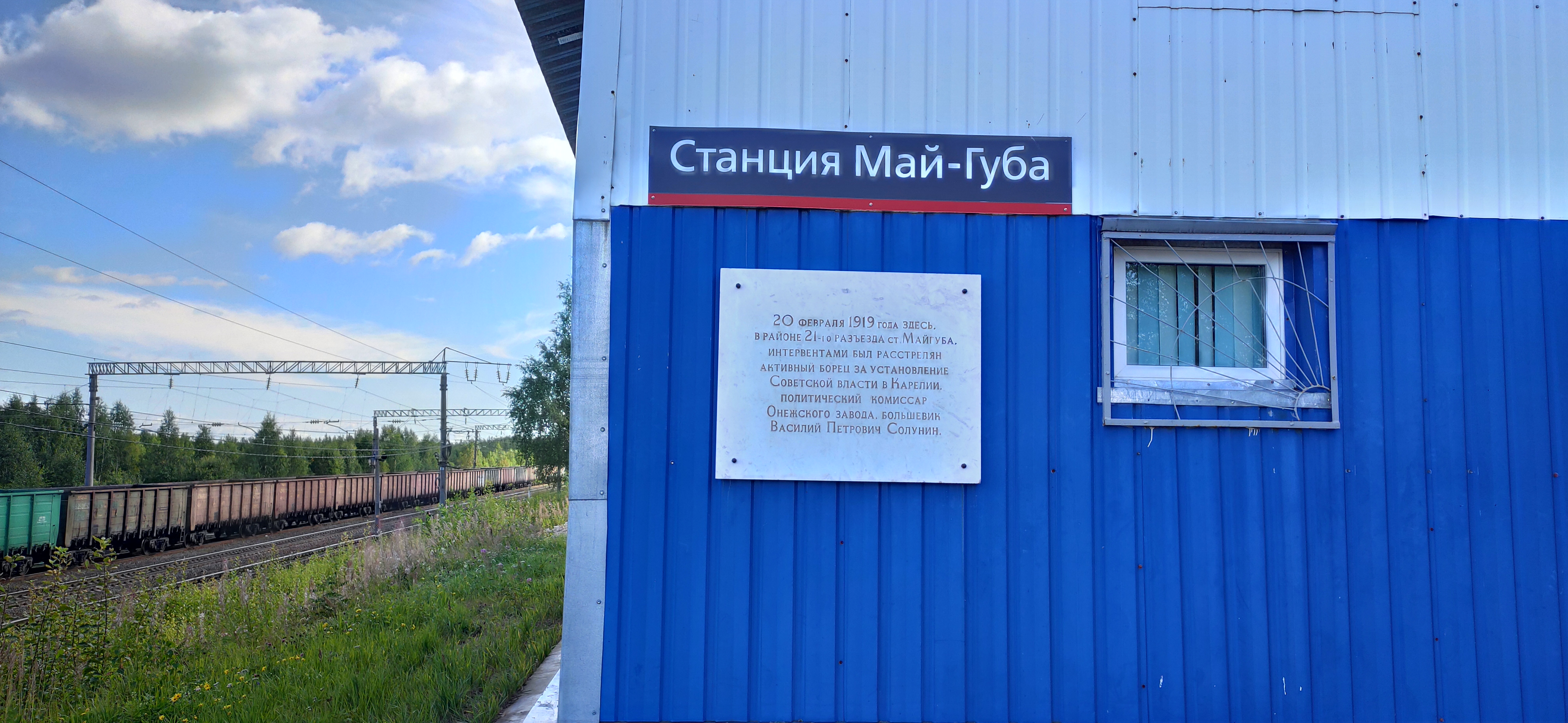
Мемориальная табличка на здании вокзала

Железнодорожная станция является достопримечательным местом, памятником истории регионального значения. В память о проходивших здесь в 1919 году боях за оборону Сегежи от интервентов на одном из зданий станции Май-Губа установлена мемориальная табличка о гибели командира группы прикрытия В. П. Солунина.

## Население
| 2002 | 2009 | 2010 | 2013 |
| ---- | ---- | ---- | ---- |
| 4    | →4   | ↘0   | ↗1   |

## Улицы
- ул. Набережная